# Jean-Victor Poncelet
Jean-Victor Poncelet (Metz, 1. srpnja 1788. – Pariz, 22. prosinca 1867.) je bio francuski vojni inženjer i matematičar. Poznat je po poboljšanjima na konstrukciji vodnih turbina i vodeničkog kola, kao i doprinosu u projektivnoj geometriji.
Poncelet je rođen u Metzu, kao vanbračno dijete poznatog odvjetnika i zemljoposjednika Claudea Ponceleta. Kao dječak usvojen je od jedne obitelji na selu, gdje je živio dugo vremena. Kasnije se vraća u Metz, da bi studirao politehniku. Nakon toga je nastavio studirati u Parizu, prestižnu tehničku školu École Polytechnique, od 1808. do 1810. 
Nakon završetka škole pridružio se vojsci, gdje je radio kao vojni inženjer. Pridružio se Napoleonovom ratnom pohodu na Rusko Carstvo 1812., gdje je zarobljen i bio je u zatvoru do 1814. Nakon rata radio je kao profesor mehanike u Metzu. Bio je profesor kasnije i na Univerzitetu u Parizu.
Ponceletova turbina je napravljena 1838., iako je on konstrukciju napravio 12 godina prije. Ona je primijenjena na jugu Francuske, u mlinovima Provanse.
Njegovo ime nalazi se na listi 72 znanstvenika ugraviranih na Eifellovom tornju.